# Vitvingad barbett
Vitvingad barbett (Stactolaema whytii) är en fågel i familjen afrikanska barbetter inom ordningen hackspettartade fåglar.

## Utseende och läte
Vitvingad barbett är en medelstor brun barbett med ett vitt streck under ögat och vita vingfläckar. I övrigt varierar den geografiskt, i mängden gult på hjässan och fläckar på bröstet. Den har mörkare huvud, större vita vingfläckar och mörkare läte än liknande gulhuvad barbett. Lätet är ett nasalt "pooh-pooh-pooh". 

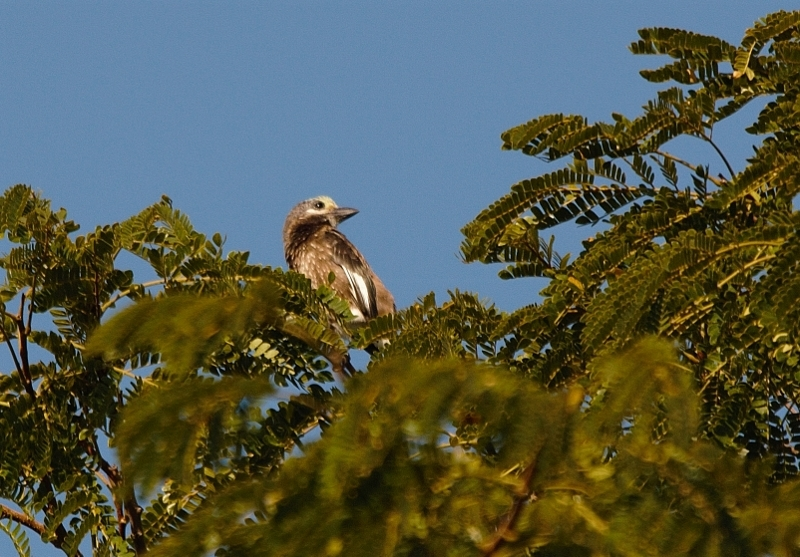

## Utbredning och systematik
Vitvingad barbett delas in i sex underarter med följande utbredning:
- Stactolaema whytii terminata – förekommer i högländerna i södra Tanzania (Iringaregionen)
- Stactolaema whytii stresemanni – förekommer i sydvästra hörnet av Tanzania och angränsande nordöstra Zambia
- Stactolaema whytii sowerbyi – förekommer i östra Zimbabwe och längst ner i södra Malawi
- Stactolaema whytii whytii – förekommer i södra och centrala Tanzania, sydöstra Malawi och Moçambique
- Stactolaema whytii angoniensis – förekommer från östra Zambia till sydvästra Malawi (väster om Shire River)
- Stactolaema whytii buttoni – förekommer i norra och centrala Zambia längs gränsen till Demokratiska republiken Kongo, förmodligen även i dess södra del

## Levnadssätt
Vitvingad barbett hittas i miomboskog, framför allt i flodnära områden. Där förekommer den rätt sparsamt.

## Status och hot
Arten har ett stort utbredningsområde, men tros minska i antal, dock inte tillräckligt kraftigt för att den ska betraktas som hotad. Internationella naturvårdsunionen IUCN listar arten som livskraftig (LC).

## Namn
Fågelns vetenskapliga artnamn hedrar Alexander Whyte (1834-1905), naturforskare anställd av brittiska staten i Nyasaland 1891-1897.